# Алессандро Маласпіна
Алессандро Маласпіна (італ. Alessandro Malaspina, ім'я може також писатися Alexandro або Alejandro; 5 листопада 1754 — 9 квітня 1810) — італійсько-іспанський капітан і дослідник. Він здійснив навколосвітню подорож в 1786—1788 роках, а в 1789—1794 здійснив наукову експедицію до Тихого океану, під час якої наніс на карту більшу частину західного узбережжя Америки від мису Горн до Аляскинської затоки, відвідав Гуам, Філіппіни, Нову Зеландію, Австралію і Тонга. Надане при народженні ім'я Маласпіни — «Alessandro», хоча він підписувався іспанською «Alexandro», що у сучасній іспанській відповідає «Alejandro».

## Ранні роки
Маласпіна народився в Мулаццо, невеликому князівстві, яким керувала його сім'я. Нині це частина Тоскани, тоді — Великого герцогства Тоскани, вотчини Священної Римської імперії. Батьками Алессандро були маркіз Карло Морелло і Катерина Мелі Лупі ді Сорана. В 1762—1765 роках його сім'я жила в Палермо з братом діда Алессандро, Джованні Фольяні Сфорца де Арагона, намісником Сицилії. З 1765 по 1773 рік навчався в Collegio Clementino в Римі. У 1773 році прийнятий у Мальтійський орден і провів близько року життя на острові Мальта, де осягав основи морського судноводіння.